# Szukcesszió
Az ökológiában szukcessziónak a növénytársulások fokozatos, egy irányba mutató fejlődését nevezzük.

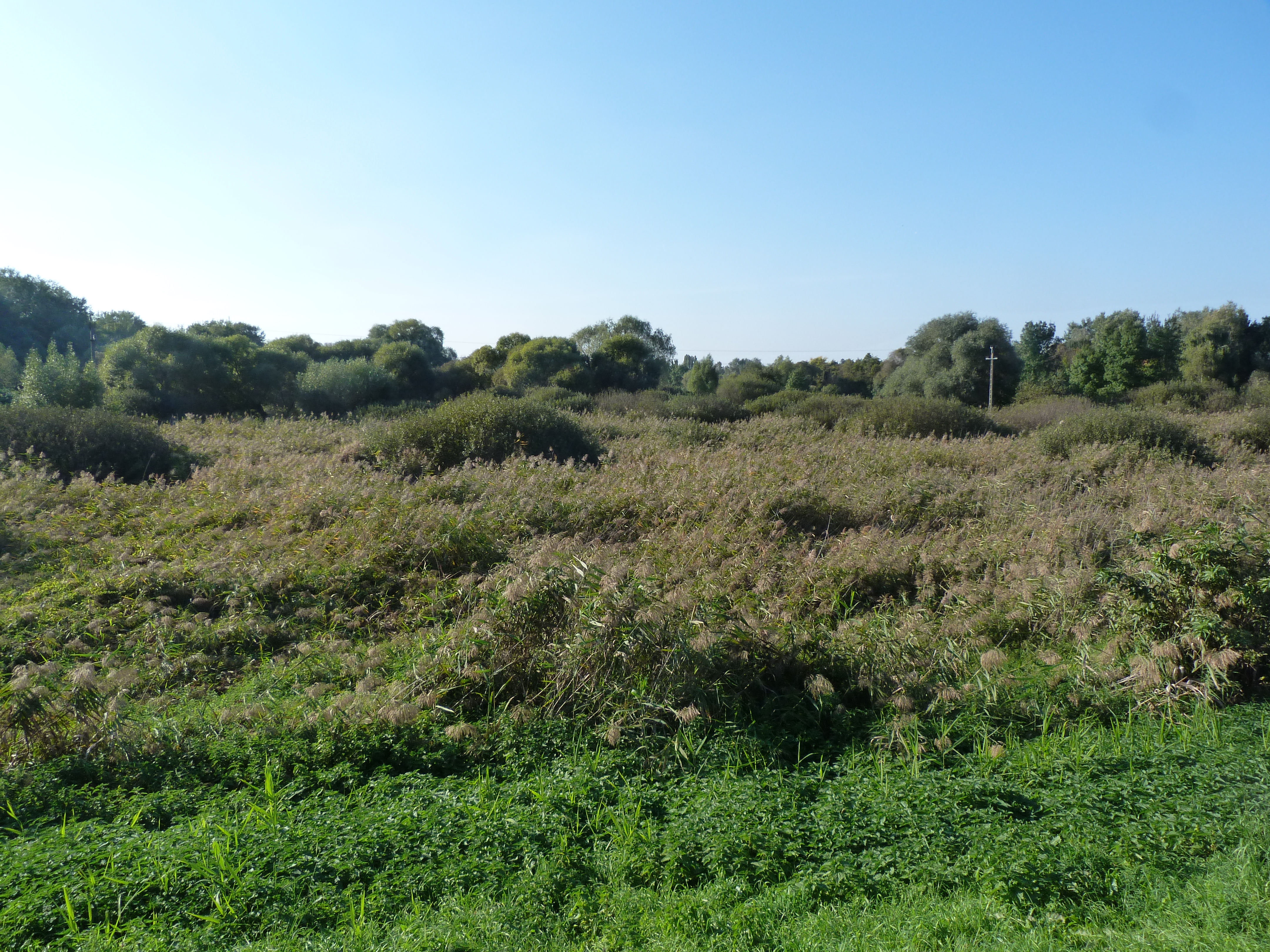
A Naplás tó feltöltődőben - 2014

A fajok tömegessége a környezeti feltételek szezonális vagy éves változatossága miatt igen ingadozó, fluktuál, még ha a fajösszetétel állandó is. Ha egy felhagyott szántó vagy egy erdőirtást követően csupaszon maradt terület növényzetének alakulását pár évig figyeljük, gyors és szembetűnő változások tanúi lehetünk.
Minden szukcessziós stádiumnak jellemző szerkezete van:
- A korai stádiumok fajai, a pionír fajok általában gyors növekedésűek, kis termetűek, rövid életűek, nagy területre képesek szaporítóképleteiket eljuttatni (r-stratégisták).
- A késői szukcessziós fajok ezzel szemben kisebb területre tudják csak elterjeszteni szaporítóképleteiket, lassabb növekedésűek, nagyobb testméretűek és hosszabb életűek (k-stratégisták).

A szukcesszió típusai:
- Primer szukcesszió: olyan felszíneken megy végbe, amelyeket nem borított növényzet. Az, hogy milyen életformájúak lehetnek az első kolonizálók, az újonnan keletkező felszín tulajdonságai határozzák meg, de bizonyos, hogy még nem találnak organikus komponensekben gazdag talajt.
- Szekunder szukcesszió: az eredeti vegetáció a fellépő zavarás vagy egy oda nem illő, mesterséges vegetáció fenntartása következtében eltűnt. E hatások megszűnte után a talajban nyugvó magvak, vegetatív szaporítóképletek elindítják a szukcesszió folyamatát.